# Абдурахманов, Рамазан
Рамазан Абдурахманов (азерб. Ramazan Əbdürəhmanov) — азербайджанский борец вольного стиля. Участник чемпионата мира.

## Карьера
В мае 2007 года одержал победу на турнире памяти Али Алиева в Махачкале. В июне 2007 года в Лейпциге, одолев в финале кубинца Хеандри Гарсона, стал победителем Гран-При Германии. В августе 2007 года принимал участие на мемориале Циолковского в Польше. В сентябре 2007 года одержав победу в спарринг-схватке над Эльманом Аскеровым отправился на домашний чемпионат мира в Баку. На чемпионате мира Рамазан Абдурахманов проиграл в первой же схватке против грузина Отара Тушишвили и не смог завоевать путевку в 1/8 финала, при этом грузин не смог дойти до финала, поэтому Абдурахманов завершил свой турнирный путь, едва начав. В январе 2008 года стал бронзовым призёром чемпионата Азербайджана.

## Спортивные результаты
- Чемпионат мира по борьбе 2007 — 25;
- Чемпионат Азербайджана по вольной борьбе 2008 — ;